# Manuel de Jesús Pineda
Manuel de Jesús Pineda (1962, Petoa, Santa Bárbara, Honduras) es un escritor y profesor hondureño.

## Biografía
Nació en 1962, en Petoa, departamento de Santa Bárbara. A la edad de nueve años se trasladó a San Pedro Sula, donde terminó sus estudios secundarios. Posteriormente se trasladó a Tegucigalpa, donde se graduó de lingüística en la Universidad Nacional Autónoma de Honduras. Asimismo, se graduó  en Lengua y Literatura en la UNAN-León, Nicaragua. Trabajó como editor para la Editorial Guaymuras, luego regresó a San Pedro Sula y ejerció como profesor en los institutos Primero de Mayo y San Vicente de Paúl, también trabajó en la Universidad de San Pedro Sula, actualmente labora como docente en la Universidad Nacional Autónoma de Honduras (UNAH-VS). Se diplomó en la Universidad Rafael Landívar de Guatemala. Fue colaborador del suplemento cultural Cronopios, de Diario Tiempo, y participó en el Teatro Universitario Medardo Mejia.

## Obras
- Seña del abismo (1988)[3]
- Del origen y sus fulgores (1993)[4]
- Así es cómo vivimos aquí (1995)[5]
- La noche aparte (2009)[6]
- A propósito del Día del Idioma, con Sara Rolla (2009)[7]
- El viajero que retrató un país: Jesús Aguilar Paz (2018)[8]